# Adieu valse de Vienne
Pour plus de détails, voir Fiche technique et Distribution.
Adieu valse de Vienne (titre original : Immer, wenn ich glücklich bin) est un film autrichien réalisé par Karel Lamač sorti en 1938.

## Synopsis
Marietta Duval est une grande star des revues musicales, son dernier succès scénique a une nouvelle fois battu tous les records. Son directeur de théâtre, Josef Reinhold, est entièrement satisfait du "meilleur «cheval de son écurie", mais estime que pour compléter parfaitement sa vie, il faut absolument un homme, même s'il ne pense pas à lui-même. Cependant, Marietta n'est pas intéressée par un nouvel amour : trop de mauvaises expériences qu'elle a vécues récemment parlent contre cela. Néanmoins, Reinhold essaie de se mêler un peu de son bonheur privé. Lorsque le président du comité de théâtre, Paul Willings, invite l'ensemble de la revue au club de polo exclusif, une table pour deux personnes est déjà prête dans la salle privée pour un délicieux dîner. Cependant, Marietta rejette Willings, considéré comme un coureur de jupons. Au lieu de cela, le propriétaire foncier Hans von Waldenau entre dans la pièce et ne voit pas immédiatement Marietta, assise un peu à l'écart. Avec avidité, le bourgeois dévore les plats préparés. Marietta observe la situation avec amusement pendant un moment, puis elle attire l'attention sur elle. Ils commencent à parler et la chanteuse s'étonne que sa nouvelle connaissance n'ait pas la moindre idée de qui elle est. Ce n'est que plus tard que Waldenau apprend que Marietta Duval est la grande star du monde des revues. Hans von Waldenau semble s'intéresser à elle. Il utilise une astuce pour attirer Willings et part en voiture avec Marietta.
En tant qu'homme qui prend des décisions rapides, Waldenau fait à Marietta une demande de mariage peu de temps après. En tant qu'homme aux valeurs traditionnelles, Waldenau exige également que Marietta abandonne son travail afin de n'être désormais là que pour lui. Tandis que Marietta refuse d'abord sous le choc, elle se rend compte plus tard à quel point son amour pour elle est grand, accepte finalement ses exigences et devient madame la propriétaire terrienne von Waldenau. Sans Marietta, la revue tombe à l'eau. Il n'y a aucun succès et l'ensemble se dissout en grande partie. Chacun essaie tant bien que mal de trouver une place quelque part dans un théâtre de province. Les fidèles restants se produisent également avec l'ancien ensemble de la ville proche du domaine de Waldenau. Alors que Hans est en voyage d'affaires, Marietta assiste à un spectacle de ses anciens collègues. Elle invite ensuite tout le monde au domaine. Marietta réalise seulement maintenant à quel point l'atmosphère du théâtre lui manque. Elle chante et danse une csárdás avec exubérance. À ce moment-là, Hans revient et il y a une énorme dispute entre les deux époux. Marietta décide qu'elle ne veut plus renoncer à son grand amour, la scène, et retourne dans son ancienne troupe. Sa nouvelle première est un immense succès, et Hans, qui y est présent, entre dans la loge de Marietta et la félicite sincèrement. Le couple se réconcilie et Hans donne désormais à sa femme la liberté artistique dont elle a besoin pour son vrai bonheur.

## Fiche technique
- Titre : Adieu valse de Vienne
- Titre original : Immer, wenn ich glücklich bin
- Réalisation : Karel Lamač
- Scénario : Ernst Marischka assisté de Willy Sturmfeld
- Musique : Franz Grothe
- Direction artistique : Julius von Borsody
- Photographie : Jan Stallich, Anton Pucher (de)
- Son : Herbert Janeczka
- Montage : Elisabeth Neumann
- Producteur : Oskar Glück
- Société de production : Projectograph-Film
- Société de distribution : Projectograph-Film
- Pays d'origine :  Autriche
- Langue : allemand
- Format : Noir et blanc - 1,37:1 - Mono - 35 mm
- Genre : Comédie romantique
- Durée : 94 minutes
- Date de sortie :
  - Autriche : 20 janvier 1938.
  - Allemagne : 20 janvier 1938.
  - Belgique : 4 mars 1938.
  - Pays-Bas : 4 mars 1938.
  - Finlande : 6 novembre 1938.
  - Hongrie : 4 décembre 1938.
  - Portugal : 11 janvier 1939.
  - France : 9 février 1939[1].
  - Espagne : 20 mai 1939.
  - États-Unis : 26 avril 1940.
  - Allemagne de l'Ouest : 1er avril 1949.
  - URSS : 17 avril 1949.

## Distribution
- Marta Eggerth : Marietta Duval
- Frits van Dongen : Hans von Waldenau
- Paul Hörbiger : le directeur de théâtre Josef Reinhold
- André Mattoni : Paul von Willings
- Lucie Englisch : Johanna, appelée Hanni, la femme de ménage
- Theo Lingen : Schnuller, le maître de ballet
- Hans Moser : le caissier Vinzenz Schöberl
- Annie Rosar : Rosa Rosetti, la "drôle de vieille femme"
- Rudolf Carl : Alexander Korsakoff alias Harry Pressler
- Robert Valberg (de) : Valentin, domestique chez von Waldenau
- Gaby Kanna : Carla Flint, soubrette
- Hans Ferigo : un serveur
- Felix von Dombrowski (de) : le joueur de cartes

## Production
Le tournage se déroule sur environ huit semaines entre début novembre et fin décembre 1937 à Vienne.
Afin d'éviter au film tout problème de censure dans le Troisième Reich, le producteur viennois Oskar Glück, dont il s'agit du dernier film, accepte Fred Lyssa (de), fervent membre du parti nazi, comme chef du groupe de production. Franz Hoffermann reprend la direction de la production.